# Ismo Leikola
Ismo Mikael Leikola, född 22 januari 1979 i Jyväskylä är en finländsk musiker och komiker. 
Leikola gjorde sin scendebut i USA 2014 där han vann tävlingen Världens roligaste person som anordnades av komediklubben Laugh Factory. Han fick mer uppmärksamhet efter sitt framträdande i talkshowen Conan 2018 och har sedan dess turnerat internationellt. Han har en YouTube-kanal med 441 000 prenumeranter. Filmen ISMO – världens roligaste outsider handlar om hans karriär.